# L'uomo di Kiev (romanzo)
L'uomo di Kiev (The Fixer) è un romanzo di Bernard Malamud pubblicato nel 1966.

## Trama
Il romanzo ricostruisce una storia accaduta per davvero nel 1913, quando un uomo ebreo chiamato Menahem Mendel Beilis venne imprigionato ingiustamente nella Russia zarista con l'accusa di aver ucciso un ragazzo di 13 anni per motivi rituali legati alla Pasqua ebraica (accusa del sangue). Il processo del 1913 scatenò l'indignazione internazionale e Beilis venne assolto dalla giuria.

## Ispirazione
Nel 1926 Beilis scrisse le sue memorie, The Story of My Sufferings. I suoi eredi ravvisarono nel romanzo alcuni passaggi molto simili presenti nell'edizione in lingua inglese del libro, contestando lungamente i punti dove secondo loro ci sarebbero le prove del plagio dell'autore. Tuttavia, il romanzo si pone su un'altra dimensione rispetto alle memorie di Beilis, imprimendo spessore e un'emozione più profonda al protagonista.

## Premi e riconoscimenti
Il libro ha vinto il National Book Award per la narrativa (il secondo per Malamud) e il Premio Pulitzer per la narrativa.

## Adattamenti cinematografici e televisivi
- L'uomo di Kiev (The Fixer, 1968), regia di John Frankenheimer, sceneggiatura di Dalton Trumbo.

## Edizioni italiane
- L'uomo di Kiev, trad. di Ida Omboni, Collana Supercoralli, Einaudi, Torino, 1968, pp.260; Milano, Club degli Editori, 1968; Collana Nuovi coralli n. 239, Einaudi, 1979; Collana ET n. 434,Einaudi, 1997, ISBN 88-06-13819-7.
- L'uomo di Kiev in Romanzi e racconti, vol. I. 1952-1966, trad. I. Omboni riveduta da Angela Demurtas, a cura di Paolo Simonetti, con saggio introduttivo di Tony Tanner, Collezione I Meridiani, Milano, Mondadori, 2014, ISBN 978-88-0462-711-1.
- L'uomo di Kiev, trad. di I. Omboni riveduta da A. Demurtas, Prefazione di Alessandro Piperno, profilo e bibliografia a cura di Andreina Lombardi Bom, Collana Minimum Classics n.50, minimum fax, Roma, 2014-2022, ISBN 978-88-752-1871-3.